# Referéndum sobre el sistema cameral de la Asamblea Legislativa de Puerto Rico
Se realizó el referéndum sobre el sistema cameral de la Asamblea Legislativa de Puerto Rico el 10 de julio de 2005.

## Contexto
En el referéndum antes mencionado se le consultó al pueblo de Puerto Rico si estaban a favor de enmendar la Constitución de Puerto Rico en torno a la sustitución del sistema bicameral de la Asamblea Legislativa de Puerto Rico a un sistema unicameral o por el contrario mantener el sistema bicameral actual.